# Эриксен, Торун
Торун Эриксен (норв. Torun Eriksen; род. 8 января 1977 года в Лунде, губерния Телемарк) — норвежская джазовая певица.

## Биография
Таланты Торун начали проявляться, когда девушка была студенткой. С шести лет она пела, выступая в различных хорах и к 19-ти годам стала заниматься сольной карьерой. Имея богатый опыт в жанрах соул, хорового пения, джаз и популярной музыки Торун Эриксен приступила к написанию своих первых композиций. После переезда в Осло в 1997 году, девушка поступила в Норвежский Сценический Институт (норв. Nordisk Institutt for Scene og Studio).
Торун активно гастролирует, сотрудничает с целым рядом коллективов, участвует в джазовых фестивалях дома и за рубежом. Она не только вокалистка, но ещё и автор песен.
Дебютный альбом певицы — Glittercard — вышел в 2003 году.
Для альбома Prayers & Observations, изданного на норвежском лейбле Jazzland Recordings в 2006 году, все композиции она написала сама. Многие её песни (а все они написаны на английском языке) родились под впечатлением лично пережитого и прочувствованного.
Есть в альбоме и весьма печальная Song Of Sadness, посвящённая памяти друга, саксофониста Сигурда Кона, погибшего на Рождество 2004 года в Таиланде в результате цунами. Это единственный трек в альбоме, где Торун поёт дуэтом с певцом Паалом Флаатой.

## Музыканты
- Kjetil Dalland (бас)
- Torstein Lofthus (ударные)
- David Wallumrød (клавишные)
- Frøydis Grorud (саксофон и флейта)

## Дискография
- 2003 — Glittercard
- 2006 — Prayers & Observations
- 2010 — Passage